# Tallero sloveno
Il Tallero sloveno o tolar è stato il nome della valuta che si è utilizzata in Slovenia fino al 31 dicembre 2006. Il nome tolar deriva dal tedesco Thaler.

## Storia
Il tallero fu introdotto l'8 ottobre 1991. Sostituiva alla pari il dinaro jugoslavo del 1990.
Dal 28 giugno 2004 il tallero sloveno è entrato nel ERM II con un tasso centrale di 1 euro = 239,640 talleri.
Le prime banconote sono state biglietti provvisori emessi l'8 ottobre 1991 ed avevano un'ape carnica al dritto e il Triglav, il monte più alto della Slovenia, al rovescio; questi biglietti non sono stati più stampati quando sono state emesse le nuove banconote nel 1992.
Il 1º gennaio 2007 il tallero è stato sostituito con l'euro; la Slovenia conia le proprie monete (monete euro slovene), come tutti gli altri paesi della zona euro. Il tallero ha cessato di avere corso legale il 14 gennaio 2007. Il tasso di conversione era di 239,640 tolar per 1 euro. Il codice ISO 4217 era SIT.

## Monete
Erano coniate le seguenti monete. Al rovescio sono rappresentati animali tipici.
- 10 stotin - proteo (Proteus anguinus)
- 20 stotin - gufo (Asio otus)
- 50 stotin - ape (Apis mellifera carnica)
- 1 tolar - trota (Salmo marmoratus)
- 2 tolar - rondine (Hirundo rustica)
- 5 tolar - stambecco (Capra ibex)
- 10 tolar - cavallo lipizzano (Equus)
- 20 tolar - cicogna (Ciconia ciconia)
- 50 tolar - toro (Bos taurus)

## Banconote
Erano stampate le seguenti banconote. Tutte raffigurano importanti personalità slovene.
- 10 tolar - Primož Trubar, autore del primo libro in lingua slovena
- 20 tolar - Janez Vajkard Valvasor, erudito
- 50 tolar - Jurij Vega, matematico
- 100 tolar - Rihard Jakopič, pittore impressionista
- 200 tolar - Jacobus Gallus, compositore rinascimentale
- 500 tolar - Jože Plečnik, architetto
- 1.000 tolar - France Prešeren, poeta
- 5.000 tolar - Ivana Kobilca, artista
- 10.000 tolar - Ivan Cankar, scrittore e drammaturgo

## Serie storica dei tassi di cambio
Numeri minori indicano un maggior valore del tolar.
- SIT per EUR – 233,0 (aprile 2006); 239,5 (giugno 2005); 235,7 (novembre 2003); 227,3 (giugno 2002). Dal 1º gennaio 2007 il tasso fu fissato irrevocabilmente a 239,640.
- SIT per USD – 193,0 (aprile 2006); 198,0 (giugno 2005); 201,3 (novembre 2003); 195,06 (gennaio 2000); 181,77 (1999); 166,13 (1998); 159,69 (1997); 135,36 (1996); 118,52 (1995).